# Szakra (Dajr az-Zaur)
Szakra – wieś w Syrii, w muhafazie Dajr az-Zaur. W 2004 roku liczyła 1620 mieszkańców.